# Саастамойнен, Эйно
Каарло Эйно Саастамойнен (фин. Kaarlo Eino Saastamoinen; 9 октября 1887, Гельсингфорс — 4 декабря 1946, Хельсинки) — финский гимнаст, серебряный призёр летних Олимпийских игр 1912 года в командном первенстве по произвольной системе.